# Polygastrophora tenuicollis
Polygastrophora tenuicollis is een rondwormensoort uit de familie van de Enchelidiidae.